# Leptomorphus subforcipatus
Leptomorphus subforcipatus är en tvåvingeart som beskrevs av Zaitzev och Sevcik 2002. Leptomorphus subforcipatus ingår i släktet Leptomorphus och familjen svampmyggor. Arten har ej påträffats i Sverige. Inga underarter finns listade i Catalogue of Life.